# 楼山古建筑群
楼山古建筑群位于中国山西省临汾市永和县交口乡山头村。

## 保护
2021年8月4日，楼山古建筑群公布为第六批山西省文物保护单位，古建筑类，年代为元、清，编号6-258	。	